# ليام جورج
ليام جورج (بالإنجليزية: Liam George)‏ (2 فبراير 1979 بلوتن في المملكة المتحدة - ) هو لاعب كرة قدم أيرلندي في مركز الهجوم. شارك مع منتخب جمهورية أيرلندا تحت 21 سنة لكرة القدم. أما مع النوادي، فقد لعب مع باتريك أتلتيك وستيفيناغ بوروه ونادي بوري ونادي لوتون تاون ونادي هايد إف سي ونادي يورك سيتي ونادي اتحاد مانشستر وEastleigh F.C. ‏ وسانت ألبانز سيتي وArlesey Town F.C. ‏ وبارتون روفرز وإيه أف سي ويمبلدون وتشيشام يونايتد ‏ وDunstable Town F.C. ‏ وHitchin Town F.C. ‏ وغرايز أتلاتيك ‏ وأتلانتا سيلفرباكس وStotfold F.C. ‏ ونادي بوسطن يونايتد ونادي كلايدبانك ‏.

## وصلات خارجية
- ليام جورج على موقع قاعدة بيانات كرة القدم.إي يو (الإنجليزية)